# Ossolatal

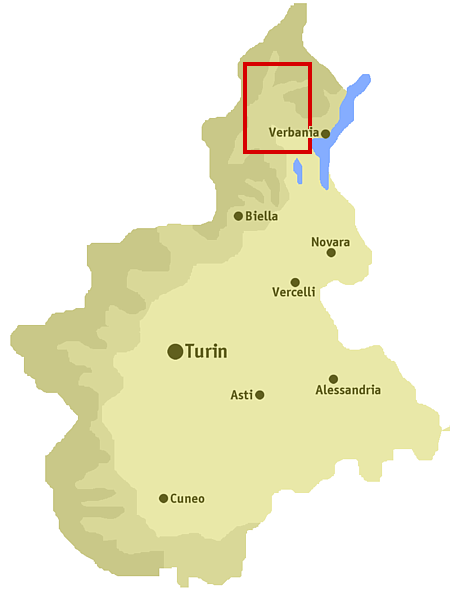
Die Region des Ossolatals im Piemont, Norditalien.

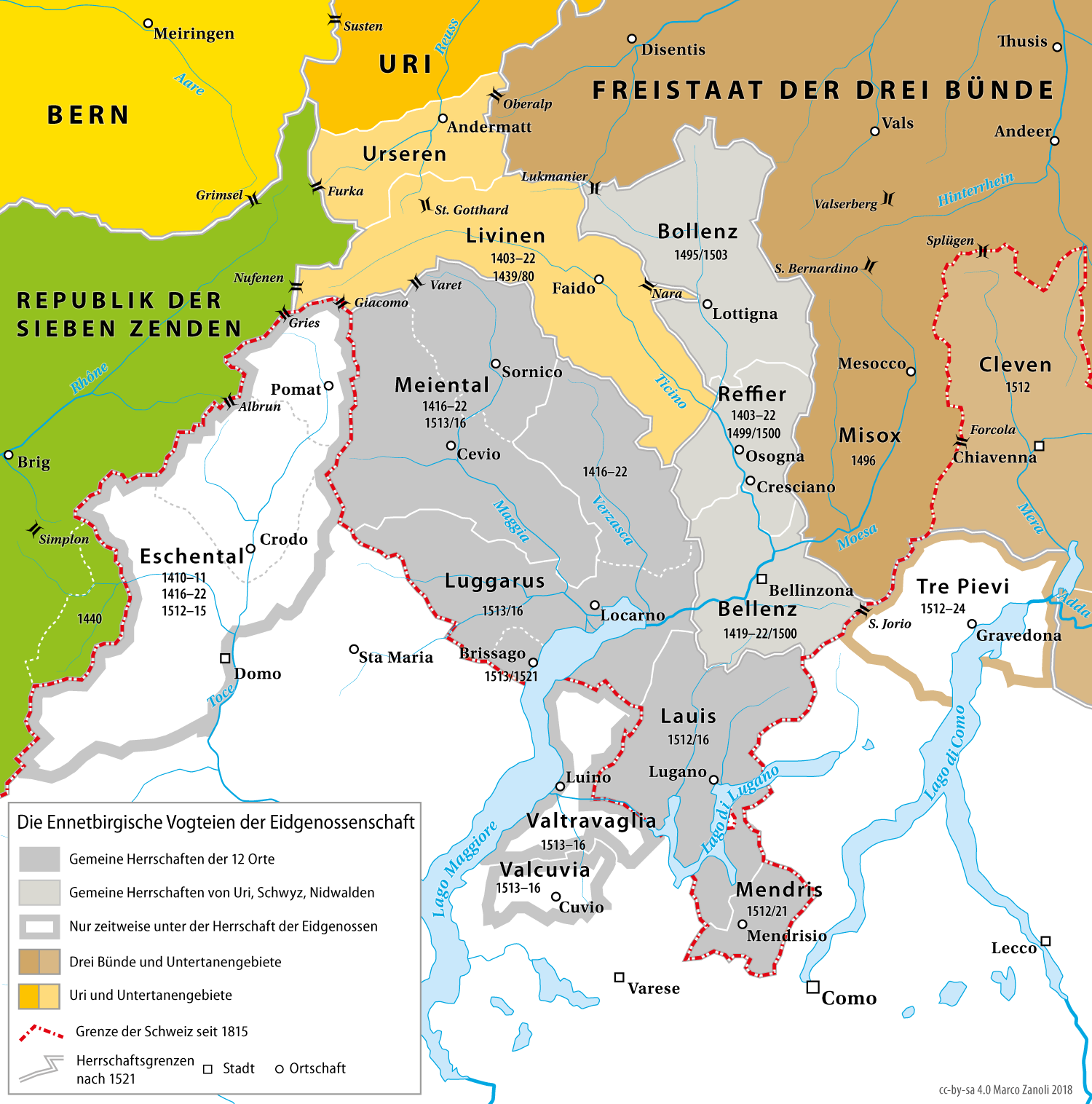
Karte der südlich der Alpen gelegenen Vogteien der Alten Eidgenossenschaft. Die Region um Valle Formazza und Valle Antigorio ist hier als „Eschental“ bezeichnet. Das heutige Ossolatal beginnt oberhalb von Domodossola (hier „Domo“) und endet an der westlichen Spitze des Lago Maggiore bei Fondotoce, welches heute ebenso wie Pallanza und Intra zu Verbania gehört.

Das Ossolatal (auf Italienisch Val d’Ossola, historisch deutsch Eschental) ist das Tal des Toce (deutsch Tosa) in der norditalienischen Region Piemont.
Ab der Quelle beim Griespass an der Schweizer Grenze fließt der Toce zunächst durch das Pomatt (italienisch Valle Formazza).
Ab dem Dörfchen Premia Chioso bis zum Zufluss der vom Simplonpass kommenden Diveria zwischen Crevoladossola und Domodossola fließt der Toce durch das Valle Antigorio. Von dort bis zur Mündung des Flusses in den Lago Maggiore bei Fondotoce heißt das Tal schließlich Val d’Ossola.
Das zwischen dem Ossolatal im Westen und dem Lago Maggiore im Osten gelegene Bergland beherbergt den Nationalpark Val Grande. Da diese kaum besiedelte Gegend keine zusammenfassende Bezeichnung hat, wird sie gelegentlich im weiteren Sinne mit zum Ossolatal gezählt.

## Beschreibung
Im Westen bilden die Berge vom Monte Leone über das Helsenhorn bis zum Blinnenhorn die Grenze zum Schweizer Kanton Wallis. Der Albrunpass vermittelt den Übergang ins Walliser Binntal. Im Osten bilden Baseldinerhorn (italienisch Basodino), Wandfluhhorn (italienisch Pizzo Bièla) und Sonnenhorn (italienisch Pizzo Quadro) die Grenze zum Kanton Tessin.
Früher war das Tal ein wichtiger Verkehrsweg, führte doch vom Wallis ein Saumweg über den Griespass in die Lombardei sowie von der Zentralschweiz über Gotthardpass und Passo San Giacomo. In Verbindung mit dem Grimselpass war diese Route auch bedeutsam für den Handel zwischen dem Berner Oberland und Norditalien.
Im Mittelalter wurde das Pomatt, südlich davon im Valle Antigorio die Weiler Salecchio (walserdeutsch: Saley), Agaro (walserdeutsch: Áger) und Ausone (walserdeutsch: Opsu) – letztere drei heute zur Gemeinde Premia gehörig – sowie östlich angrenzend Bosco/Gurin im Tessin von Walsern besiedelt und damit deutschsprachig. Die deutsche Mundart der älteren Generation sowie zahlreiche deutsche Flurnamen erinnern bis heute daran. Zweimal wurde das Eschental durch die Walliser und die Eidgenossen besetzt und war in der Folge eine gemeine Herrschaft. Nach der Schlacht bei Marignano im Jahre 1515 mussten die Eidgenossen das Tal an das damals von Frankreich beherrschte Herzogtum Mailand abtreten.

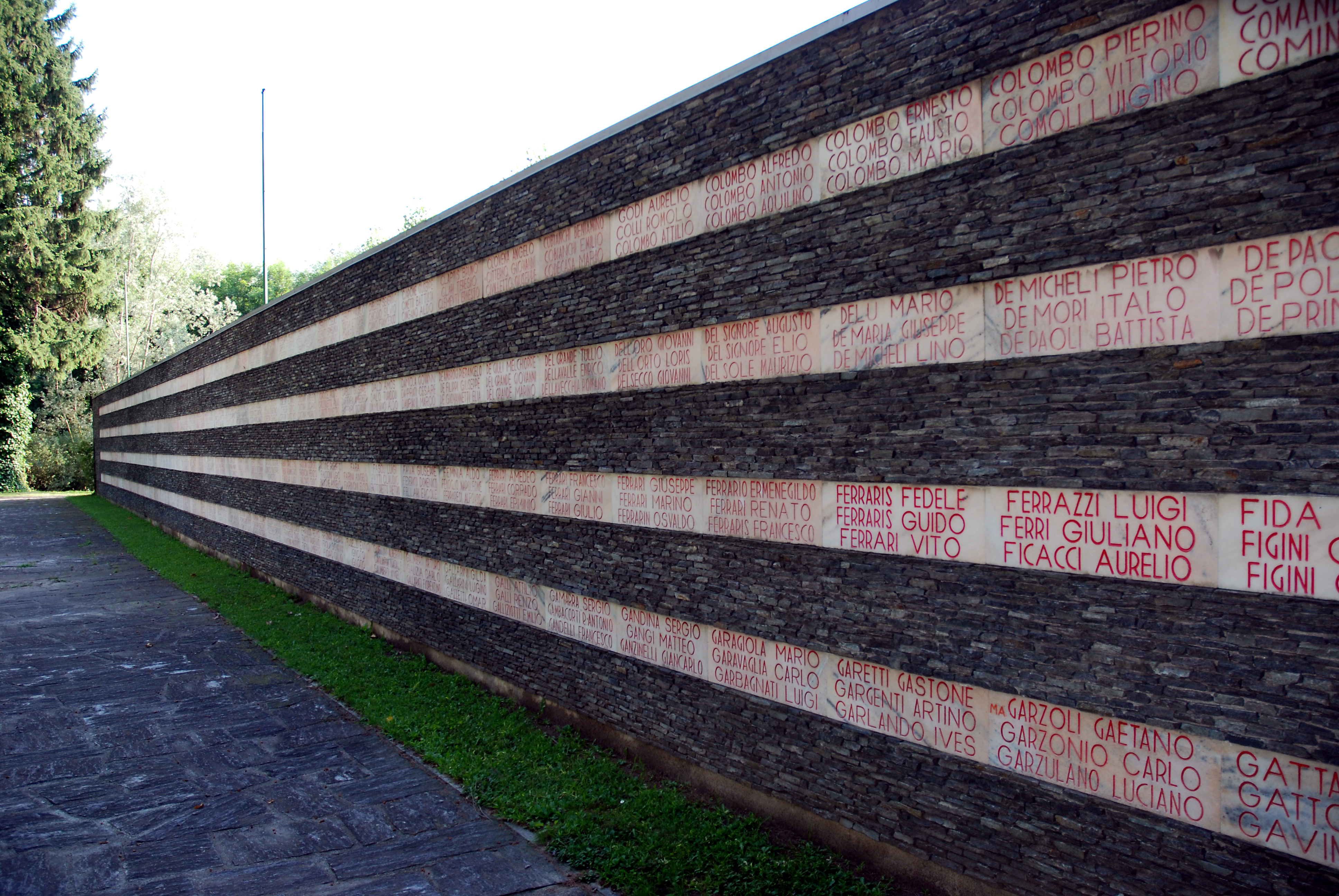
Gedenkmauer für gefallene Partisanen

1944 errichteten antifaschistische Partisanen für die Dauer von 44 Tagen die selbständige Repubblica dell’Ossola im Val d’Ossola und dem angrenzenden Val Grande. In Fondotoce bei Verbania erinnert das Partisanenmuseum „Casa della Resistenza“ mit einem Dokumentationszentrum an die gefallenen Partisanen. Im 16.000 Quadratmeter großen „Parco della Memoria e della Pace“ erinnern Gedenksteine an 42 Partisanen, die dort von deutschen Truppen exekutiert wurden, sowie an die ermordeten und verschleppten Zivilisten und Juden. Auf einer großen Mauer wurden die Namen der 1.200 gefallenen Kämpfer aus den umliegenden Provinzen festgehalten. Eine Urne mit der Asche unbekannter Häftlinge aus dem KZ Mauthausen erinnert daran, dass viele Bewohner der Region dorthin deportiert wurden.
Eine Besonderheit ist der Kehrtunnel (Galleria delle Casse) zwischen Foppiano und Fondovalle. Der Tunnel ersetzt die Straße mit den engen Haarnadelkurven, auf denen es regelmäßig zu Staus kam.

## Seitentäler
- Valle Anzasca
- Valle Antrona
- Val Bognanco
- Val Divedro
- Valle Antigorio
- Val Formazza
- Val Vigezzo

## Gemeinden
- Antrona Schieranco
- Anzola d’Ossola
- Baceno
- Bannio Anzino
- Beura-Cardezza
- Bognanco
- Calasca-Castiglione
- Ceppo Morelli
- Craveggia
- Crevoladossola
- Crodo
- Domodossola
- Druogno
- Formazza
- Gravellona Toce
- Macugnaga
- Malesco
- Masera
- Mergozzo
- Montecrestese
- Montescheno
- Ornavasso
- Pallanzeno
- Piedimulera
- Pieve Vergonte
- Premia
- Premosello-Chiovenda
- Re
- Santa Maria Maggiore
- Seppiana
- Toceno
- Trasquera
- Trontano
- Vanzone con San Carlo
- Varzo
- Viganella
- Villadossola
- Villette
- Vogogna

## Höchste Berge
- Pizzo Tignolino (2246 m)
- Pizzo d’Albiona (2431 m)
- Monte Masoni (2161 m)
- Monte Leone (3550 m)
- Monte Rosa (4635 m)